# Société Tunisienne de Banque

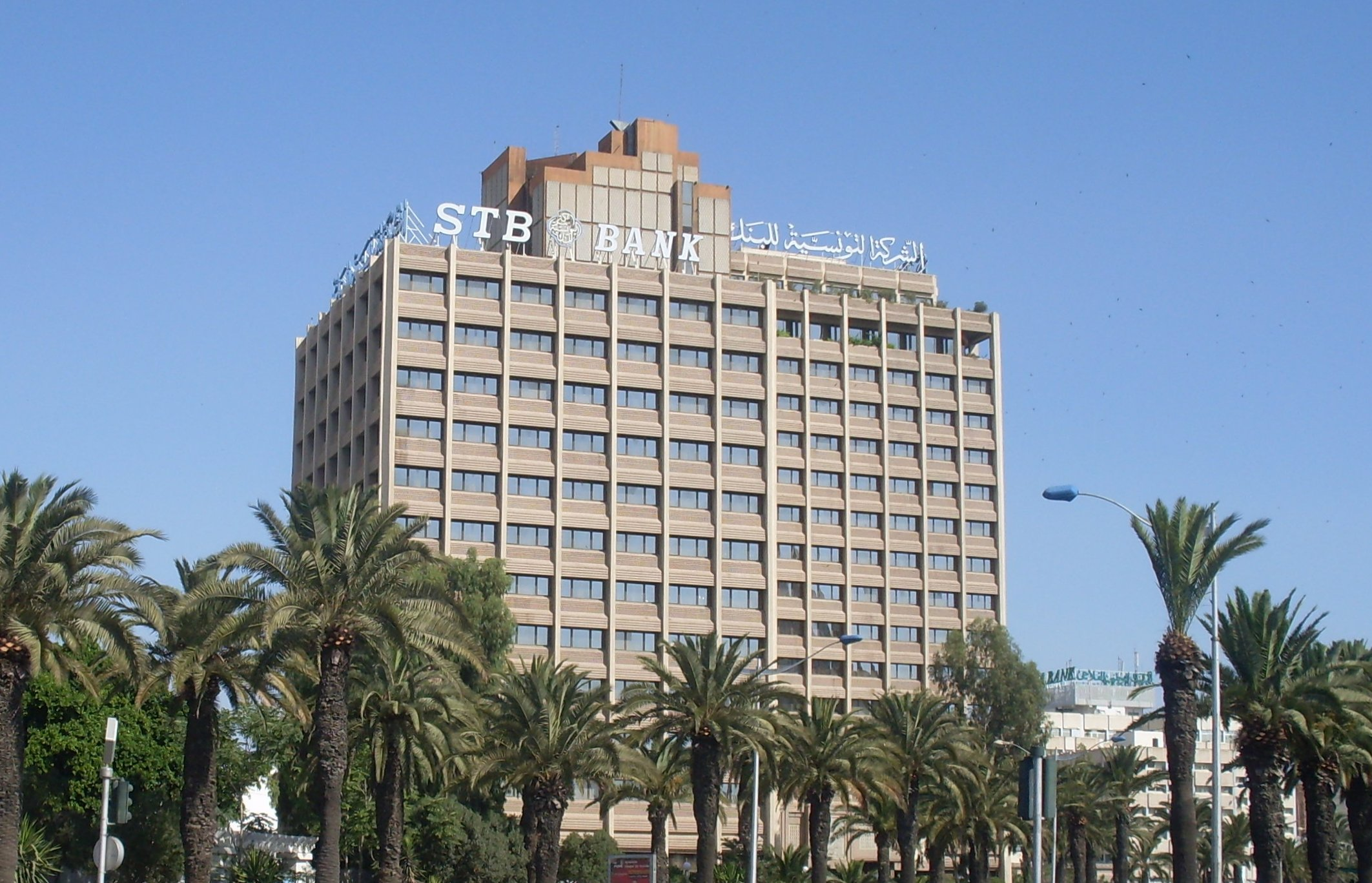
Sede de la Société Tunisienne de Banque

Société Tunisienne de Banque es un banco controlado por el estado en Túnez. Cotiza en la Bolsa de Túnez. Tiene 124.300 millones de dinares en activos. La participación en el capital del banco es la siguiente: sector público y semipúblico (52,5%), sector privado (36,2%) y actores extranjeros (11,3%).

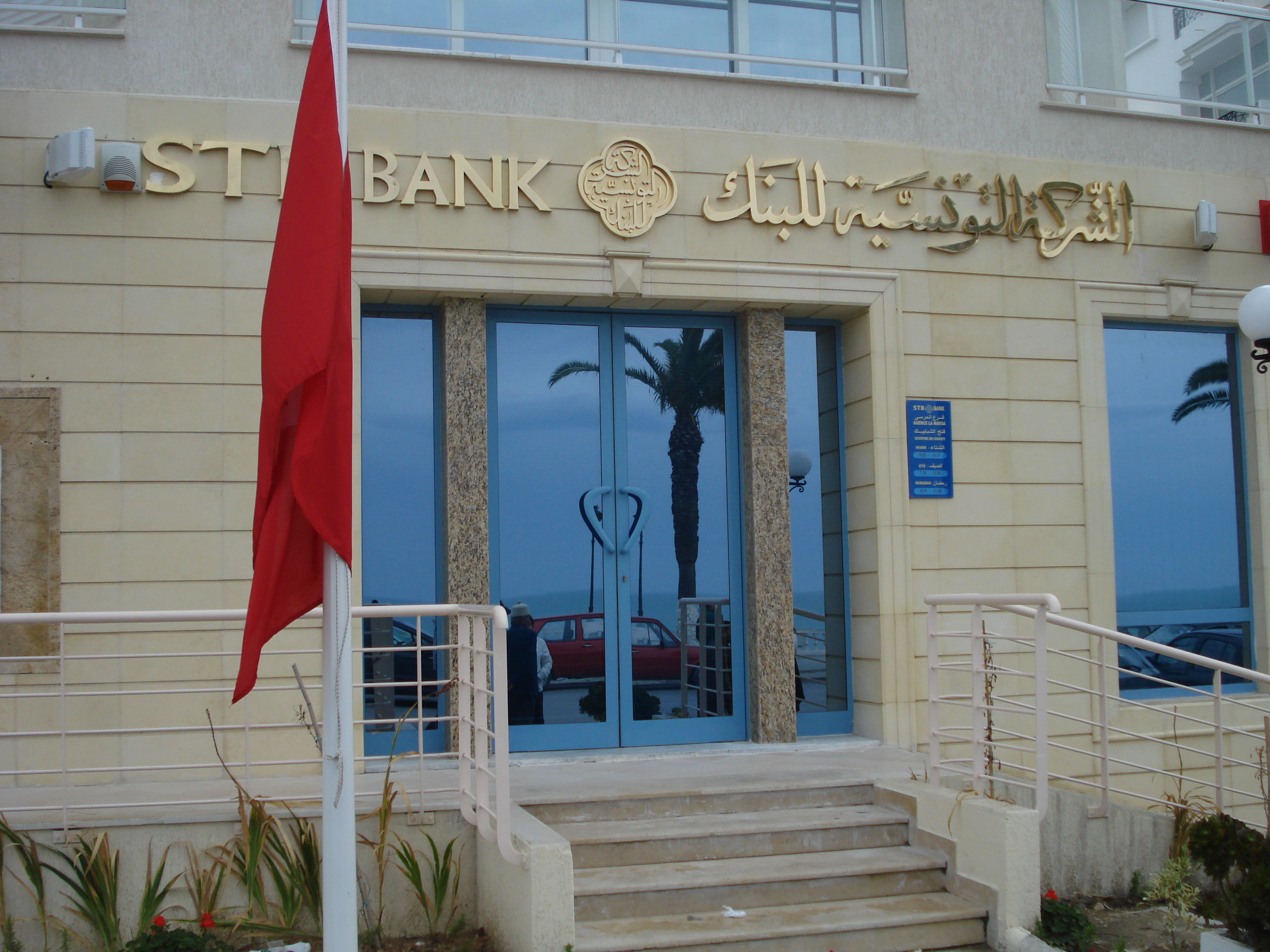
Sucursal en La Marsa

## Descripción general
Société Tunisienne de Banque fue fundada en 1958. Tiene su sede en Túnez, Túnez.